# Clint Irwin
Clinton Robert Irwin (Charlotte, Carolina del Norte, Estados Unidos, 1 de abril de 1989) es un futbolista estadounidense. Juega de portero.

## Trayectoria
Irwin jugó al fútbol universitario con los Elon Phoenix de la Universidad Elon. Registró 41 partidos jugados en tres temporadas. En su época de universitario además jugó en el Carolina Dynamo de la USL Premier Development League.
Al terminar la universidad, Irwin se unió al Capital City de la Liga Canadiense de Fútbol en la temporada 2011, y anotó un gol en el empate 2:2 ante el Windsor Stars.
Tras su salida del Capital City, Irwin jugó en su club local el Charlotte Eagles de la USL Professional Division. Debutó el 6 de julio de 2012 en la victoria por 2-0 sobre el Charleston Battery.
En febrero de 2013, luego de una exitosa prueba de pretemporada con el club, el jugador fichó por el Colorado Rapids de la Major League Soccer.
Fue intercambiado al Toronto FC en enero de 2016. Se ganó la titularidad del equipo en su primera temporada, aunque debido a una lesión en el mes de julio fue reemplazado por Alex Bono en la titularidad. Ganó el puesto de titular a fines de la temporada, donde jugó en los play offs de la Copa MLS de 2016, incluida la final contra el Seattle Sounders FC, donde tras el empate 0-0 perdieron por penales por 5-4. El 13 de diciembre fue seleccionado por el Atlanta United en el draft de expansión de 2016, pero fue inmediatamente enviado de regreso al Toronto FC como intercambio por Mark Bloom.
La temporada siguiente Irwin sufrió una lesión en el muslo en el encuentro inaugural de la liga el 31 de marzo, en el empate a cero ante el Sporting Kansas City. Tras su regreso de la lesión, no logró afianzarse en la titularidad, año en que el Toronto FC ganaría el Supporters Shield, el campeonato canadiense de fútbol y la final de la Copa MLS, ganando por 2-0 en su revancha contra Seattle.
Al término de la temporada 2018, Irwin fue intercambiado al Colorado Rapids por la selección de la segunda ronda del SuperDraft de la MLS 2019.

## Estadísticas
Actualizado al último partido disputado en la temporada 2024.
| Club                                        | Div.          | Temporada     | Liga  | Liga  | Copas nacionales | Copas nacionales | Copas internacionales | Copas internacionales | Total | Total |
| Club                                        | Div.          | Temporada     | Part. | Goles | Part.            | Goles            | Part.                 | Goles                 | Part. | Goles |
| ------------------------------------------- | ------------- | ------------- | ----- | ----- | ---------------- | ---------------- | --------------------- | --------------------- | ----- | ----- |
| Carolina Dynamo Estados Unidos              | 3.ª           | 2008          | 4     | 0     | ―                | ―                | ―                     | ―                     | 4     | 0     |
| Carolina Dynamo Estados Unidos              | 3.ª           | 2009          | 4     | 0     | ―                | ―                | ―                     | ―                     | 4     | 0     |
| Carolina Dynamo Estados Unidos              | Total club    | Total club    | 8     | 0     | 0                | 0                | 0                     | 0                     | 8     | 0     |
| Capital City · Canadá                       | 1.ª           | 2011          | 22    | 1     | ―                | ―                | ―                     | ―                     | 22    | 1     |
| Capital City · Canadá                       | Total club    | Total club    | 22    | 1     | 0                | 0                | 0                     | 0                     | 22    | 1     |
| Charlotte Eagles Estados Unidos             | 2.ª           | 2012          | 3     | 0     | 3                | 0                | ―                     | ―                     | 6     | 0     |
| Charlotte Eagles Estados Unidos             | Total club    | Total club    | 3     | 0     | 3                | 0                | 0                     | 0                     | 6     | 0     |
| Colorado Rapids Estados Unidos              | 1.ª           | 2013          | 33    | 0     | 1                | 0                | ―                     | ―                     | 34    | 0     |
| Colorado Rapids Estados Unidos              | 1.ª           | 2014          | 26    | 0     | 2                | 0                | ―                     | ―                     | 28    | 0     |
| Colorado Rapids Estados Unidos              | 1.ª           | 2015          | 31    | 0     | 0                | 0                | ―                     | ―                     | 31    | 0     |
| Toronto FC II · Canadá                      | 2.ª           | 2016          | 2     | 0     | ―                | ―                | ―                     | ―                     | 2     | 0     |
| Toronto FC II · Canadá                      | Total club    | Total club    | 2     | 0     | 0                | 0                | 0                     | 0                     | 2     | 0     |
| Toronto FC · Canadá                         | 1.ª           | 2016          | 25    | 0     | 3                | 0                | ―                     | ―                     | 28    | 0     |
| Toronto FC · Canadá                         | 1.ª           | 2017          | 6     | 0     | 4                | 0                | ―                     | ―                     | 10    | 0     |
| Toronto FC · Canadá                         | 1.ª           | 2018          | 7     | 0     | 4                | 0                | 0                     | 0                     | 11    | 0     |
| Toronto FC · Canadá                         | Total club    | Total club    | 32    | 0     | 11               | 0                | 0                     | 0                     | 49    | 0     |
| Colorado Springs Switchbacks Estados Unidos | 2.ª           | 2019          | 3     | 0     | ―                | ―                | ―                     | ―                     | 3     | 0     |
| Colorado Springs Switchbacks Estados Unidos | Total club    | Total club    | 3     | 0     | 0                | 0                | 0                     | 0                     | 3     | 0     |
| Colorado Rapids Estados Unidos              | 1.ª           | 2019          | 11    | 0     | 1                | 0                | ―                     | ―                     | 12    | 0     |
| Colorado Rapids Estados Unidos              | 1.ª           | 2020          | 4     | 0     | ―                | ―                | ―                     | ―                     | 4     | 0     |
| Colorado Rapids Estados Unidos              | 1.ª           | 2021          | 1     | 0     | ―                | ―                | ―                     | ―                     | 1     | 0     |
| Colorado Rapids Estados Unidos              | 1.ª           | 2022          | 0     | 0     | 1                | 0                | 0                     | 0                     | 1     | 0     |
| Colorado Rapids Estados Unidos              | Total club    | Total club    | 106   | 0     | 5                | 0                | 0                     | 0                     | 111   | 0     |
| Colorado Rapids 2 Estados Unidos            | 3.ª           | 2022          | 3     | 0     | ―                | ―                | ―                     | ―                     | 3     | 0     |
| Colorado Rapids 2 Estados Unidos            | Total club    | Total club    | 3     | 0     | 0                | 0                | 0                     | 0                     | 3     | 0     |
| Minnesota United F. C. Estados Unidos       | 1.ª           | 2023          | 4     | 0     | 3                | 0                | 0                     | 0                     | 7     | 0     |
| Minnesota United F. C. Estados Unidos       | 1.ª           | 2024          | 5     | 0     | ―                | ―                | 0                     | 0                     | 5     | 0     |
| Minnesota United F. C. Estados Unidos       | Total club    | Total club    | 9     | 0     | 3                | 0                | 0                     | 0                     | 12    | 0     |
| Minnesota United F. C. 2 Estados Unidos     | 3.ª           | 2024          | 5     | 0     | 1                | 0                | ―                     | ―                     | 6     | 0     |
| Minnesota United F. C. 2 Estados Unidos     | Total club    | Total club    | 5     | 0     | 1                | 0                | 0                     | 0                     | 6     | 0     |
| Total carrera                               | Total carrera | Total carrera | 199   | 1     | 23               | 0                | 0                     | 0                     | 222   | 1     |
| 1.                                          |               |               |       |       |                  |                  |                       |                       |       |       |

## Palmarés

### Títulos nacionales
| Título                | Club       | País           | Año  |
| --------------------- | ---------- | -------------- | ---- |
| Campeonato Canadiense | Toronto FC | Canadá         | 2016 |
| Campeonato Canadiense | Toronto FC | Canadá         | 2017 |
| Supporters' Shield    | Toronto FC | Estados Unidos | 2017 |
| Copa MLS              | Toronto FC | Estados Unidos | 2017 |
| Campeonato Canadiense | Toronto FC | Canadá         | 2018 |

## Vida personal
En su escuela fue jugador de baloncesto y fue compañero de equipo de Stephen Curry, estrella de la NBA.